# Andrzej Zubek
Andrzej Zubek (ur. 6 kwietnia 1948 w Bielsku) – polski dyrygent, pianista, kompozytor, aranżer, absolwent Akademii Muzycznej w Katowicach, profesor doktor habilitowany wykładający dyrygenturę jazzową w Akademii Muzycznej w Bydgoszczy oraz kompozycję i aranżację w katowickiej Akademii Muzycznej.

## Życiorys
Współtwórca duetu fortepianowego Banasik – Zubek, którego działalność przypada na lata 1974–1984. Współpracował z Operetką Śląską (Gliwicki Teatr Muzyczny) – w latach 1991–2000 jako kierownik muzyczny, realizator i dyrygent wielu operetek i musicali („West Side Story”, „Wiktoria i Jej Huzar”, „Zorba”, „Król Włóczęgów”, „Porgy and Bess”, „Chicago”).
Jest autorem musicalu dla dzieci i młodzieży „Sezam Ali Baby” wystawionego z powodzeniem na gliwickiej scenie. Jeszcze w Liceum Muzycznym w Bielsku – Białej powołał do życia zespół jazzowy, który przemianowany później na „Silesian Jazz Quartet” zdobył nagrody i wyróżnienia na imprezach jazzowych w Polsce.
Profesor doktor habilitowany w Akademii Muzycznej w Bydgoszczy, w której prowadzi klasę dyrygentury jazzowej. Jest również twórcą i aktualnym dyrygentem Big – Bandu Jazzowego Akademii Muzycznej w Katowicach, w której prowadzi także zajęcia z kompozycji i aranżacji. W latach 1990–1996 był dziekanem Wydziału Jazzu i Muzyki Rozrywkowej katowickiej uczelni, a obecnie pełni w niej funkcję kierownika Katedry Kompozycji i Aranżacji.

## Twórczość
Jego ważniejsze kompozycje to:
- Tryptyk na zespół wokalny i sekcje rytmiczną
- Etiudy na Big – Band
- Swinging Cellos
- Musical „Pantaleon i Wizytantki”[10]